# Liste der Kulturdenkmäler in Auw bei Prüm
In der Liste der Kulturdenkmäler in Auw bei Prüm sind alle Kulturdenkmäler der rheinland-pfälzischen Ortsgemeinde Auw bei Prüm einschließlich der Ortsteile Laudesfeld, Schlausenbach, Verschneid und Wischeid aufgeführt. Grundlage ist die Denkmalliste des Landes Rheinland-Pfalz (Stand: 27. Juni 2022).

## Einzeldenkmäler
| Bezeichnung                                      | Lage                                         | Baujahr                | Beschreibung | Bild                           |
| ------------------------------------------------ | -------------------------------------------- | ---------------------- | --- | ------------------------------ |
| Wegekreuz                                        | Auw bei Prüm, Lindenweg, bei Nr. 6 Lage      | frühes 19. Jahrhundert | aufwändiges nachbarockes Altarkreuz, frühes 19. Jahrhundert | weitere Bilder Fotos hochladen |
| Hofanlage                                        | Auw bei Prüm, Mühlenweg 1 Lage               | um 1750                | Streckhof; ehemaliges Flurküchenhaus, wohl um die oder kurz nach der Mitte des 18. Jahrhunderts, Wirtschaftsgebäude wohl jünger                                                                                               | weitere Bilder Fotos hochladen |
| Wegekreuz                                        | Auw bei Prüm, Mühlenweg, bei Nr. 2 Lage      | 1886                   | Altarkreuz, Schiefer, bezeichnet 1886 | weitere Bilder Fotos hochladen |
| Wegekreuz                                        | Auw bei Prüm, Rother Straße, bei Nr. 15 Lage | 1826                   | Altarkreuz, 1826 (?) | weitere Bilder Fotos hochladen |
| Katholische Pfarrkirche St. Peter und Paul       | Auw bei Prüm, Rother Straße 1 Lage           | um 1511/31             | spätgotischer Saalbau, massiger Westturm, im Wesentlichen um 1511/31, eventuell mit älteren Teilen, Kapellenanbauten angeblich von 1652; Pfarrergrabplatte, um 1775; südliche Erweiterung von 1958, Architekt Karl Band, Köln | weitere Bilder Fotos hochladen |
| Katholische Pfarrkirche St. Peter und Margarethe | Laudesfeld, bei Nr. 20 Lage                  | 1859–61                | nachbarocker Saalbau, 1859–61 | weitere Bilder Fotos hochladen |
| Katholische Filialkirche St. Eligius             | Schlausenbach, Hauptstraße, Görresweg Lage   | 1658                   | schmaler Saalbau mit Spitzhelmdachreiter, angeblich von 1658, bezeichnet 1691; mit Ausstattung | weitere Bilder Fotos hochladen |
| Wegekreuz                                        | Verschneid, bei Nr. 3 Lage                   | 1631                   | reliefiertes Schaftkreuz, bezeichnet 1631 | weitere Bilder Fotos hochladen |
| Wegekreuz                                        | Wischeid, bei Nr. 14 Lage                    | 1883                   | Sockelkreuz, Schiefer, bezeichnet 1883 | weitere Bilder Fotos hochladen |